# Lorne Greene
Lorne Greene, all'anagrafe Lyon Himan Green (Ottawa, 12 febbraio 1915 – Santa Monica, 11 settembre 1987), è stato un attore, cantante e conduttore radiofonico canadese.
Divenne noto al grande pubblico per il ruolo di Ben Cartwright nella serie televisiva western Bonanza e per quello del comandante Adamo nella serie di fantascienza Galactica. Fu inoltre narratore di documentari sulla natura nella serie Lorne Greene's New Wilderness.
Fu anche musicista e cantante di motivi di genere country. Il suo singolo Ringo, una ballata ispirata al celebre pistolero del West Johnny Ringo, raggiunse la prima posizione nella Billboard Hot 100 ed in Canada nel 1964.

## Biografia

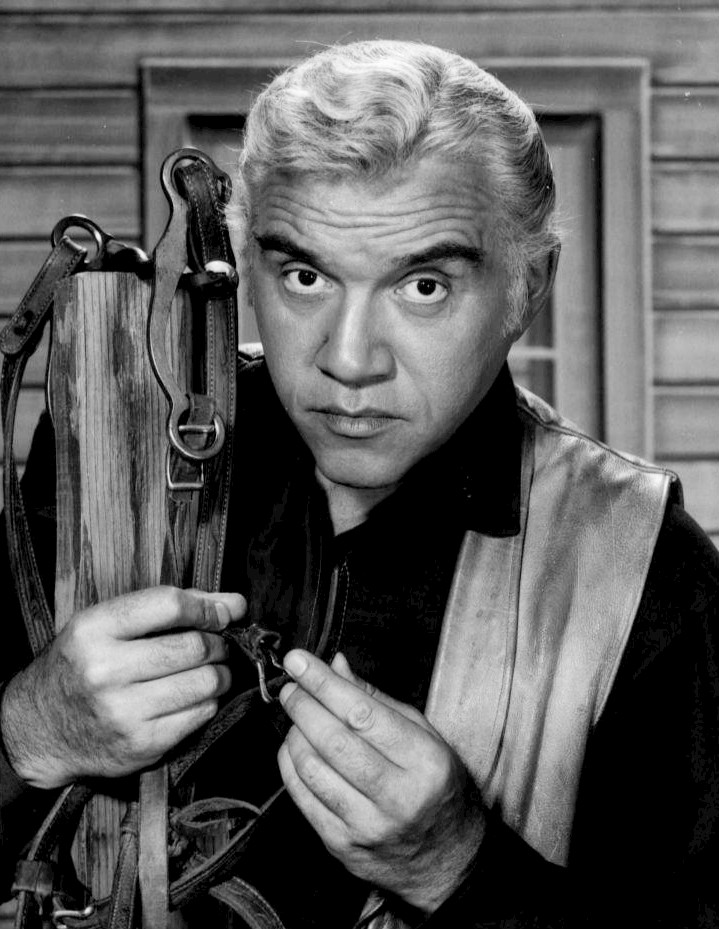
Lorne Greene nel ruolo di Ben Cartwright in Bonanza

Greene era figlio di Daniel Green (1892-1956) e Dora Grinowsky (1892-1983), una coppia di ebrei russi emigrati in Canada. Era chiamato "Chaim" da sua madre e il suo nome è indicato come "Hyman" sulle pagelle della sua scuola. In una sua biografia, scritta da sua figlia Linda Greene Bennett, ha scritto che non era noto quando ha iniziato a usare il nome Lorne, né quando ha aggiunto una "e" a Green. Iniziò a interessarsi alla recitazione mentre frequentava la Queen's University a Kingston e, abbandonata la carriera di ingegnere, seguì la propria vocazione artistica andando a lavorare per la radio canadese.
Alla fine degli anni trenta divenne una delle voci della CBC (Canadian Broadcasting Corporation) e venne soprannominato The Voice of Doom ("la voce del destino"), per il suo tono di voce profondo nella lettura dei notiziari, reso più intenso dal tenore allarmante delle notizie del periodo prebellico.
Solo negli anni cinquanta si trasferì a Hollywood, intraprendendo la carriera di attore cinematografico e televisivo. Tra i suoi ruoli di maggior spicco sul grande schermo, da ricordare quello del pubblico ministero nel melodramma I peccatori di Peyton (1957), ma fu la televisione a consentirgli di raggiungere la fama mondiale grazie al personaggio di Ben Cartwright nella serie Bonanza, una delle più fortunate e longeve serie della storia della tv, appartenente al filone incentrato su tematiche quali la difesa del proprio ranch, l'appartenenza a un clan e il senso della famiglia. In onda per 14 stagioni, Bonanza fu trasmessa dal 1959 al 1973.
Tra gli altri ruoli più celebri di Greene, vanno ricordati quello di John Reynolds, il primo padrone di Kunta Kinte nello sceneggiato Radici (1977), e quello del comandante Adamo in Galactica (1978).
Già fondatore della Lorne Greene Academy of Radio Arts, l'attore morì per complicazioni da polmonite, in seguito a un intervento chirurgico per l'ulcera, nel 1987, senza riuscire a reinterpretare il ruolo di Ben Cartwright in una nuova riedizione di Bonanza, per la quale aveva da poco sottoscritto un contratto.
Nel 2006 venne omaggiato dalle poste canadesi con l'emissione di un francobollo da 5 centesimi con la sua effigie.

## Vita privata
Greene fu sposato due volte, la prima delle quali con Rita Merle Hands di Toronto, dal 1938 al 1960 (alcuni resoconti fanno risalire la celebrazione del loro matrimonio al 1940): la coppia ebbe due figli gemelli nati nel 1945, Charles Greene e Belinda Susan Bennett. La sua seconda moglie fu Nancy Deale, dal 1961 al 1987: con lei ebbe una figlia, Gillian Dania Greene, andata poi sposa al regista Sam Raimi.

## Filmografia parziale

### Cinema
- Wings of Youth, regia di Raymond Spottiswoode (1940)
- Il calice d'argento (The Silver Chalice), regia di Victor Saville (1954)
- Quarto grado (Tight Spot), regia di Phil Karlson (1955)
- Foglie d'autunno (Autumn Leaves), regia di Robert Aldrich (1956)
- I peccatori di Peyton (Peyton Place), regia di Mark Robson (1957)
- Lo spietato (The Hard Man), regia di George Sherman (1957)
- Dono d'amore (The Gift of Love), regia di Jean Negulesco (1958)
- Una storia del West (The Last of the Fast Guns), regia di George Sherman (1958)
- I bucanieri (The Buccaneer), regia di Anthony Quinn (1958)
- L'agguato (The Trap), regia di Norman Panama (1959)
- Il boia (The Hangman), regia di Michael Curtiz (1959)
- Pianeta Terra: anno zero (Nippon chinbotsu), regia di Shirô Moritani (1973)
- Terremoto (Earthquake), regia di Mark Robson (1974)
- Jack London Story (Klondike Fever), regia di Peter Carter (1980)

### Televisione
- The Philip Morris Playhouse – serie TV, episodio 1x01 (1953)
- Climax! – serie TV, episodio 1x21 (1955)
- Alfred Hitchcock presenta (Alfred Hitchcock Presents) – serie TV, episodio 1x27 (1956)
- The Alcoa Hour – serie TV, episodio 2x03 (1956)
- Bonanza – serie TV, 421 episodi (1959-1973)
- Griff – serie TV, 12 episodi (1973-1974)
- Radici (Roots) – miniserie TV, 2 puntate (1977)
- Galactica (Battlestar Galactica) – serie TV, 21 episodi (1978-1979)
- Autostop per il cielo (Highway to Heaven) – serie TV, episodio 2x08 (1985)

## Doppiatori italiani
Nelle versioni in italiano delle opere in cui ha recitato, Lorne Greene è stato doppiato da:
- Giorgio Capecchi in Foglie d'autunno, I peccatori di Peyton
- Cesare Polacco in Il calice d'argento
- Luigi Pavese in Una storia del West
- Gianni Bonagura in Terremoto
- Corrado Gaipa in Bonanza (2ª parte degli episodi)
- Franco Odoardi in Bonanza (3ª parte degli episodi)
- Gino Donato in Radici
- Giancarlo Padoan in Happy Days
- Romano Malaspina in Galactica (ep. 1-3)
- Bruno Slaviero in Galactica (ep. 12-13)
- Gianni Marzocchi in Battaglie nella galassia
- Gil Baroni in Codice rosso fuoco